# Boro in the Box
 (octobre 2021).
Boro in the box est un moyen métrage français réalisé en 2011 par Bertrand Mandico avec Elina Löwensohn et sorti en France en 2014.

## Synopsis
Biographie fantasmée du réalisateur polonais Walerian Borowczyk sous forme d'un abécédaire.

## Fiche technique
- Réalisation : Bertrand Mandico
- Production : La Parisienne de Production.
- Pays :  France
- Format : noir et blanc
- Durée : 42 minutes
- Date de sortie : France - 2 juillet 2014

## Distribution
- Elina Löwensohn :	Walerian Borowczyk (voice) / La mère
- Thierry Benoiton :	Jerzy
- Jacques Malnou :	Grand-père
- Elise Hote :	Emilia (as Elise Hôte)
- Laure Lapeyre :	Olga
- Benoît Serre : L'homme du train
- Tom Cholat : 	Boro enfant
- Ruben Lulek :	Boro enfant
- Audrey Le Corre : La muse (as Audrey Lecorre)
- Mika'ela Fisher : Ligia (as Mikaela Fisher)
- Tamara Cauzot : Une des 3 Grâces
- Clara Guiomar : Une des 3 Grâces
- Alexandra Courquet : Une des 3 Grâces
- Teddy Bariéraud : Le mac
- Bernard Dubois : Le vieil homme tatoué
- Joëlle Pinardon :La vieille femme tatouée
- Véronique Deldin : La chef opératrice
- André Marcellin : Le vieil homme
- Laurène Faure : Femme baignoire
- Norbert Brondeau : L'homme baignoire
- Valérie Moreau : Femme 2
- Isabelle Lapouge : Femme 3 (as Isabelle Lapouge-Piquet)
- Daniel Zbawicki : Convive mariage
- Patrick Thévenon : Convive mariage
- Samuel Deleron : L'homme rayé
- Michel Lisowski : Voix homme polonais (voice)

## Distinctions
- Bourse des Festivals (scénario) Festival du court-métrage de Clermont-Ferrand 2009
- Quinzaine des réalisateurs 2011
- Grand prix de Curtas Vila do Conde 2011
- Grand prix Europe du Festival du cinéma de Brive - Rencontres européennes du moyen métrage 2012
- Prix du Jury jeune du Festival du cinéma de Brive - Rencontres européennes du moyen métrage 2012
- Prix du meilleur court-métrage  LUFF-  Lausanne Underground Film Festival  2012
- Prix de la meilleure photo au  Festival Silhouette 2012